# Scapogoephanes pusillus
Scapogoephanes pusillus är en skalbaggsart som beskrevs av Stefan von Breuning 1955. Scapogoephanes pusillus ingår i släktet Scapogoephanes och familjen långhorningar. Inga underarter finns listade i Catalogue of Life.